# Universidade de Annaba
A Universidade Badji Mokhtar (em árabe: جامعة باجي مختار‎), também conhecida como Universidade de Annaba ou UBMA, é uma Universidade na cidade de Annaba, na costa norte oriental da Argélia. Foi fundada em 29 de abril de 1975 a partir da infraestrutura do Instituo de Minas e Metalurgia de Annaba.